# Comté de Kronoberg
Pour les articles homonymes, voir Kronoberg.
Le comté de Kronoberg (Kronobergs Län en suédois) est un comté suédois situé dans le sud du pays, et dont le nom signifie en français Couronne de montagne. Il est voisin des comtés de Skåne, Halland, Jönköping, Kalmar et Blekinge.

## Province historique
Sur le plan géographique, le comté de Kronoberg constitue le cœur de l’ancienne province de Småland. Il fut doté de ses frontières contemporaines en 1687 lorsque le comté de Jönköping en fut séparé.
Pour l’histoire, la géographie et la culture, voir Småland 

## Administration
La résidence officielle du préfet(Landshövding) se trouve à Växjö. Le préfet est à la tête du conseil d’administration du comté (Länsstyrelse), une agence gouvernementale représentant l’exécutif au niveau local.

## Communes
Le comté de Kronoberg est subdivisé en 8 communes (Kommuner) au niveau local :
- Alvesta
- Lessebo
- Ljungby
- Markaryd
- Tingsryd
- Uppvidinge
- Växjö
- Älmhult

## Villes et localités principales
- Växjö : 84 800 habitants
- Ljungby : 14 485 habitants
- Älmhult : 8 277 habitants
- Alvesta : 7 743 habitants
- Tingsryd : 3 096 habitants
- Hovmantorp : 3 085 habitants
- Lessebo : 2 692 habitants
- Åseda : 2 503 habitants
- Rottne : 2 210 habitants
- Strömsnäsbruk : 2 026 habitants

## Héraldique
Le Kronoberg reçut officiellement son blason en 1944, bien que son usage fut déjà répandu en pratique. Il n’est que légèrement modifié par rapport à celui de la province historique de Småland.